# Quadrangle de Diacria

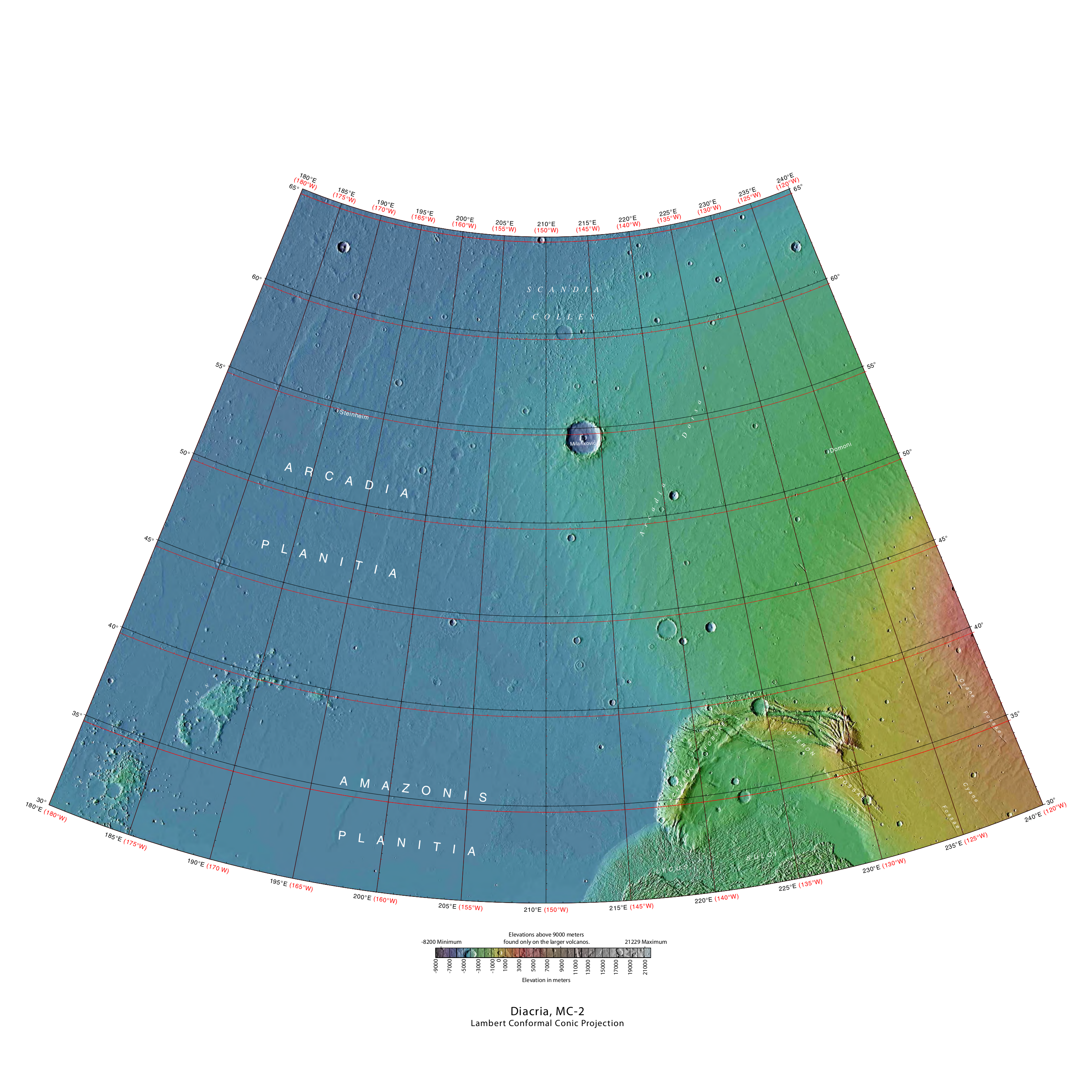

Dans le cadre de la géographie de la planète Mars, le quadrangle de Diacria  — également identifié par le code USGS MC-02 — désigne une région martienne définie par des latitudes comprises entre 30º et 65º N et des longitudes comprises entre 180º et 240º E.

## Géographique générale

### Quadrangles voisins
Le quadrangle de Diacria, MC-20, fait partie des quadrangles en position septentrionale intermédiaire. Il est bordé au nord par le disque du quadrangle MC-01 de Mare Boreum. Dans sa bande latitudinale, il est adjacent du quadrangle MC-03 d'Arcadia côté est, et du quadrangle MC-07 de Cebrenia. Enfin, sur sa bordure sud, il longe d'ouest en est, le quadrangle MC-08 d'Amazonis, puis le quadrangle MC-09 de Tharsis.

### Grandes entités géographiques
Le quadrangle de Diacria MC-02 ne présente pas pour lui seul, d'objet géographique d'importance surfacique majeure.
Le demi-quadrangle de Diacria occidental recouvre la moitié nord d'Amazonis Planitia, et la moitié est d'Arcadia Planitia.
Le demi-quadrangle de Diacria oriental recouvre essentiellement une zone relativement lisse en faible déclivité, descendant radialement du large volcan Alba Mons, situé juste au-dela du bord est, en direction de l'ouest et du nord, vers la grande plaine septentrionale Vastitas Borealis.
Sur une surface plus restreinte, sa bordure sud dans sa moitié orientale est occupée par les Lycus Sulci (en), dont la texture géomorphologique montre à l'évidence qu'il s'agit de coulées descendues du volcan Olympus Mons, situé dans le quadrangle voisinant MC-02 au sud, et lesquelles ne recouvrent pas entièrement un ensemble de structures tectoniques en horsts et grabens plus ancien, les Acheron Fossae.

### Autres objets géomorphologiques nommés[3]dans ce quadrangle
Les parties hautes du vaste cône très peu pentu d'Alba Mons, présentent des fossés, parmi lesquels dans ce quadrangle les Cyane Fossae (en). Les parties basses ont reçu pour noms les Arcadia Dorsa, et les Scandia Colles, selon la dominante géomorphologique de la zone délimitée.
Dans le coin sud-ouest de MC-02, émergent aussi les reliefs des Erebus Montes (en), ennoyés dans le régolithe qui emplit Arcadia Planitia.
Au beau milieu de ce quadrangle MC-O2, légèrement plus au nord, le cratère d'impact Milankovič, Ø 114 km, crée sur cette plaine un relief bien marqué. D'autres cratères d'impact, plus petits que Milankovič, ont reçu des noms, pour leur intérêt en tant que cratères à éjectats lobés, sondant ainsi la présence d'une eau gelée dans le sous-sol au moment de leurs impacts respectifs (Gan (en) (Ø 21 km), Domoni (en) (Ø 14 km), Steinheim (en) (Ø 11 km), Yelwa (en) (Ø 8 km)).